# Шафхаузен (кантон)
Шафхаузен е един от кантоните на Швейцария. Населението му е 76 356 жители (декември 2010 г.), а има площ от 298,42 кв. км. Административен център е град Шафхаузен. Официален език е немският. По данни от 2007 г. около 21,90% от жителите на кантона са хора с чуждо гражданство (16 323 жители). От жителите в кантона около 50% са протестанти, а 24% са католици.